# Lac Castérau
Le lac Castérau est un lac des Pyrénées françaises faisant partie des lacs d'Ayous, situés dans la vallée d'Ossau dans le département des Pyrénées-Atlantiques.

## Géographie

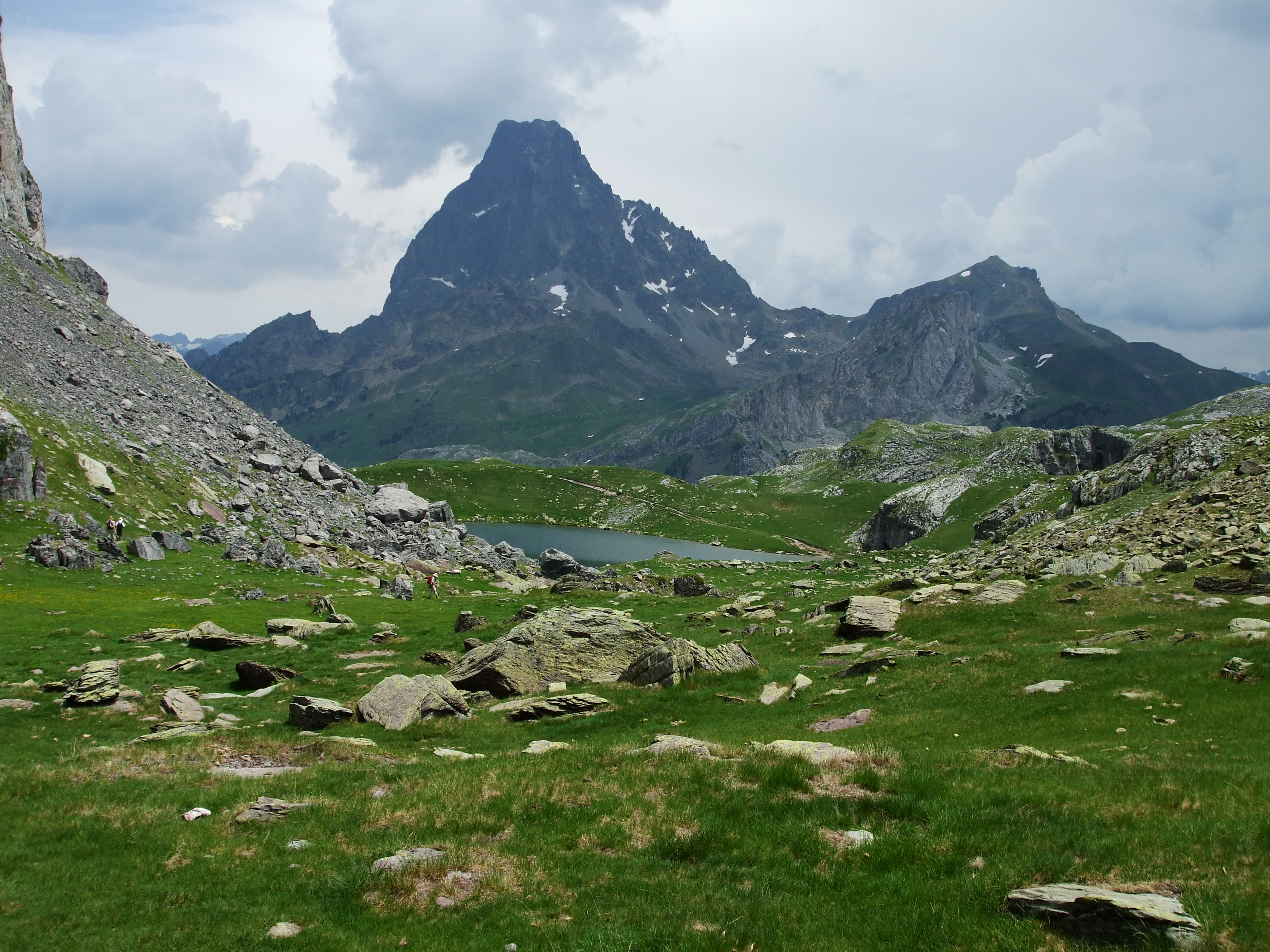
Lac Castérau avec le pic du Midi d'Ossau en fond

Le lac se trouve en bordure du chemin de Compostelle, ainsi que sur l'itinéraire de randonnée du tour des lacs d'Ayous. 
Au pied du pic Castérau (2 227 m d'altitude), il offre aussi un beau panorama sur le pic du Midi d'Ossau.

### Hydrographie
L'émissaire est le gave de Bious.